# Lengyel–litván–lovagrendi háború (1409–11)
Az 1409–11-es lengyel–litván–lovagrendi háborút a lengyelek nagy háborúnak nevezik (lengyelül: Wielka wojna), melyben kemény harcban leverték a 14. század eleje óta őket fenyegető Német Lovagrendet. A kereszteslovagok a tengermelléki területek birtoklásával önálló államot épített ki 1226 és 1290 között a történeti Poroszországban és Ó-Livóniában (ma Lettország és Észtország) területe.
A csata döntő ütközete a késő középkor egyik legnagyobb szárazföldi nyílt csatája, a mára fogalommá vált grünwaldi csata, ahol a lovagok hadát teljesen megsemmisítették (nem ez volt az első megsemmisítő vereségük, de ilyen nagy létszámú rendi sereget eddig sehol sem zúztak porrá a háborúi során).

## Előzmények
A Német Lovagrend a 14. században már agresszív expanziót folytatott keresztény országok ellen, s 1309-től 1343-ig több ízben megtámadta Lengyelországot. A lovagok egyre-egyre nagyobb és nagyobb területeket akartak szerezni, hogy az őket támogató Hanza-szövetség nyersanyag és gabona szerzésre irányuló igényeit kielégítsék.
Litvániát is több ízben megpróbálta meghódítani, s az orosz területek felé terjeszkedni. E három ország, ami akkoriban egymással is szöges ellentétben állt és nem utolsósorban a tatár hódítók ellen is harcolnia kellett, egyelőre teljesen képtelen volt összefogni egymással.
A lengyelek ugyan szövetséget kötöttek már a 14. században a litvánokkal, de az egyelőre még nem vezetett eredményre.
1370-ben viszont megkötötték a magyar–lengyel perszonáluniót, s az Anjou-házból való I. Lajos magyar király kapta meg a lengyel trónt. Magyarország–Lengyelország legyőzhette volna együtt a német lovagokat, de erre nem került sor.
Lajos halála után Hedvigre (Jadwiga) ruházta Lengyelországot. 1385-ben Algirdas litván nagyfejedelem fiát Jogailát választotta a férjéül, aki katolizált és keresztségben az Ulászló nevet kapta és II. (Jagelló) Ulászló néven lengyel király lett. A krevai unió a lengyel-litván állam létrejöttét is jelentette, de komoly gondokat is örökölt a Litván Nagyfejedelemségtől.
Az egyik, noha Litvánia hivatalosan keresztény állam volt (előbb ortodox, majd katolikus) de nem tudta a litvánok körében elterjeszteni teljesen a katolicizmust, sőt még az ortodox vallást sem. A régi pogány kultuszok még szívósan éltek a 16. századig, egészen a reformáció koráig. Másik ok, hogy a Litván Nagyfejedelemség lakossága döntő többségében keleti szláv (ukrán, fehérorosz és orosz) nemzetiségű a 14. századi terjeszkedések ezen területek rovására és a tatárok ellen folytatott expanzió eredményeként. Ezeket a népeket meg sem próbálták a nyugati keresztény hitre téríteni.
Litvánia belső viszályoktól is szenvedett, nemcsak a soknemzetisége miatt, hanem a hatalmi villongások okán.
A litván fejedelem ekkoriban Vitold volt, Jagelló Ulászló unokaöccse, akinek a hatalmát korlátozni kívánta, míg Litvániában a maga központi hatalmát akarta erősíteni, s az ország feletti teljes hatalmat megszerezni. Vitold ebbe nem nyugodott bele és többször fegyveresen összecsapott vele, míg keletről a tatárok támadtak.
Vitold összefogott a Német Lovagrenddel aki igyekezett megosztani a Lengyel–Litván Uniót, s a litván fejedelmet a lengyel király elleni harcában gyakran fegyverrel támogatta.
A Német Lovagrend amúgy 1385 óta már elég nehéz helyzetben volt, hisz a sokkal nagyobb területű, egységesedő Lengyelország-Litvániával kevés eséllyel vehette fel a harcot. Egyrészt azért, mert korábban a Német-római Birodalomból segítségükre jövő keresztesekkel állandó háborúkat tudott folytatni, s meghódítani a kelet-balti területeket. Keresztesekkel harcoltak katolikus lengyelek ellen. A 15. századtól már aligha hívhatott segítségül kereszteslovagokat, ezért egyre többször alkalmazott német zsoldosokat, amihez szükséges pénzt egyfelől az adókból teremtette elő, mely elégedetlenséget szült az országán belül. Ekkor azonban még hatalma teljében volt, erős gazdasággal, amely még tompította az elégedetlenséget. Lengyelországnak – amely 1309 óta el volt zárva a Balti-tengertől –, nagyon is szálka volt a szemében a lovagrend. Eddigi terjeszkedését még nagy nehezen visszafogta, de kisebb területeket (mint Dobrzyńt) elvesztett.
Végül a lovagok szembefordultak Vitolddal és az ő, valamint Ulászló közös ellenségét Švitrigaila litván nagyfejedelmet támogatták. Az ellenük folytatott háborúban Lengyelország–Litvánia elvesztette Szamogitia litván tartományt (1404).
A lengyelek és a litvánok ekkor már ténylegesen is összefogtak.

## A Német Lovagrend szövetségesei
Vitold egyelőre két évig még Švitrigaila ellen harcolt, s 1408-ban kezdhették meg a közös hadjárat intézését.
Luxemburgi Zsigmond magyar–német uralkodó, akinek családját már régen segítette a Német Lovagrend, jelentős támogatást adott a teutonoknak, s brandenburgi birtokai egy részét is megvételre kínálta fel, amikor pénz szűkében volt. A lovagrendi nagymester Ulrich von Jungingen tőle várta a legnagyobb segítséget a lengyelek és litvánok ellen, akivel már érlelődött az összecsapás.

## A háború
1408-ban Vitold rávette a szamogétokat a lázadásra, s azok fel is keltek a teuton lovagok ellen. Zsigmond szövetségre lépett a lovagokkal, kitiltott minden lengyelt Magyarországról és Németországból, szigorúan megtiltotta akár a cseheknek, akár a magyaroknak, hogy segítsék a lengyeleket. Ennek ellenére rengeteg magyar és cseh (utóbbiak részéről Jan Žižka) szolgált a lengyel király seregében.
von Jungingen maga mögött érezvén Zsigmond támogatását 1409. augusztus 1-jén hadat üzent Lengyelország-Litvániának.
A német lovagok benyomultak Kujawyba, míg a litvánok Szamogitiába. A következő évben a lengyelek visszavágtak és június 24-én elfoglalták Bromberget (ma Bydgoszcz, Lengyelország).
Ugyanebben az évben a nagymester három határ menti várat romboltatott le. Ez az útvonal szabad volt így a rendi székhely Marienburg felé, miközben a lengyelek Danzig ellen folytattak a támadásokat.
Vitold Hrodna mellett összevonta csapatait, majd egyesült Ulászlóval és június 30-án benyomult porosz területekre, azzal a céllal, hogy elfoglalja Marienburgot. A szövetségeseknek nem kellett tartaniuk támadástól a Német-római Birodalom részéről, mert Zsigmondot lekötötte a Velencei Köztársaság elleni háború.
A lovagrendi sereg erőit Rhein (Ryn), Memel (Klaipėda), Schwetz (Świecie), Lötzen (Giżycko) és Ragnit (Neman) területéről vonta össze és vonult a benyomuló lengyel-litván haderő ellen, amit erősítettek orosz, ukrán, fehérorosz, román, tatár és cseh nemzetiségű katonák igen nagy létszámban, míg a németek támogatására a birodalomból lovagok és zsoldosok jöttek.
A szövetséges erők néhány kisebb-nagyobb csatározás után Grünwald (Grunwald) községnél találták szembe magukat a nagymester vezette főerőkkel.

### A grünwaldi csata
1410. július 15-én a lovagrendi sereg és az egyesült lengyel–litván hadsereg összecsapott Grünwaldnál. A lovagok a balszárnyukat ért litván támadást visszaverték, és fokozatosan szorították vissza a Vitold vezette litván és orosz csapatokat, míg Ulászló a másik szárnyon a németeket szorongatta. Vitold erőit szétverték, így a német balszárny visszatérhetett a csatába, és a lengyelek hátába került. Vitold is összeszedte magát és hátba támadta a német balszárnyat, amit a lengyelekkel közösen megsemmisítettek. A két fél ellentámadásba lendült, és bekerítette a teljes teuton sereget, majd megsemmisítette. Bár vitatkoznak még ma is veszteségeket illetően, vannak akik szerint a teuton lovagok 22-28 ezer embert vesztettek (ez eredeti állományuk több mint kétharmada lenne), míg a lengyelek vesztesége sem lehet csekély (állítólag 20 ezer fő).
A vereség katasztrofális volt a lovagrendre nézve azért, mert nagy katonai erejéből állt a hatalma, amivel Poroszországot és Livóniát a hatalma alatt tartotta. A városok nagy önállósággal rendelkeztek, de a lovagrend potenciális hadereje egyensúlyt tartott velük szemben.
A vereség a Hanza-szövetségre is negatív hatással volt.

## A háború további eseményei
Danzig városa elismerte urának Ulászlót a győzelem után. A lengyelek a következő több mint egy hónapban Máriavár ostromával foglalkoztak, de a lovagok visszaverték őket. Ellenben Crone mellett, az ősszel a rend még egy vereséget szenvedett a lengyelektől számbeli fölényük ellenére.
1411. február 1-jén az első thorni béke lezárta a Nagy Háborút. Ebben a lovagok lemondtak Dobrzyńról és vidékéről II. (Jagelló) Ulászló, Szamogitiáról Vitold javára, Danzig pedig megmaradhatott a rend kezében. Katonai erejük azonban megtört, s politikai és gazdasági pozíciójuk is gyors hanyatlásnak indult.
Ulászló nem sokkal ezután legyőzte Zsigmondot Bártfánál, aki a rend segítségére sietett.

## A lovagrend további vereségei
Szamogitia visszaszerzésére és a lengyelekkel szembeni revánsra 1414-ben és 1422-ben még két két támadást intézett. Mindkét esetben súlyos vereséget szenvedett ellenségeitől és a mełnói békében végleg lemondott Szamogitiára támasztott igényéről.
Mikor a lengyel–litván unió ideiglenesen megszűnt a lovagok szövetkeztek korábbi támogatottjukkal, Švitrigailával, hogy elégtételt vegyenek II. Ulászlón. A lengyel királlyal két háborút vívtak (1431–32, 1435), s 1433-ban a lengyelek és cseh táboriták közös hadjárata söpört végig országukon. Mindhárom esetben leverték őket.

## A Német Lovagrend bukása
Az országban a gazdasági hanyatlás, az elrontott reformok súlyos következményei és az adóemelések komoly lázongáshoz vezettek a városok és porosz-német nemesség részéről. 1440-ben megelégelve a lovagok uralmát megalakították a Porosz Szövetséget, amely szövetkezett Lengyelországgal. A lengyelek 1454-ben kirobbantották a tizenhárom éves háborút, amely a lovagrend végét jelentette. 1466-ra a rend nemcsak porosz területei felét, hanem önállósága jelentős részét is elvesztette.
A háború ütközetei: Bromberg, Gilgenburg, Kurzętnik, Grünwald, Máriavár, Rehden, Crone, Soldau, Tuchel, Golub